# Белая Рыбка
Белая Рыбка — посёлок в Чердаклинском районе Ульяновской области России. Входит в состав Крестовогородищенского сельского поселения.

## История
Основано в 1954 году жителями затопленных Куйбышевским водохранилищем сёл Крестово-Городищ, Тургенево, Кайбел и посёлки: Красная Река и Красная Звезда, входившие в рыболовецкую артель «Белая Рыбка», поэтому посёлок и был назван Белорыбка.
В 2005 г. постановлением Правительства РФ посёлок Белорыбка переименован в Белая Рыбка.

## Население
| 2010 |
| ---- |
| 79   |

## Улицы
Существуют две улицы: ул. Крестовогородищенская, ул. Тургеневская.